# Emilio Ballagas
Emilio Ballagas Cubeñas (* 7. November 1908 in Camagüey; † 11. September 1954 in Havanna) war ein kubanischer Schriftsteller.
Ballagas studierte Philologie an der Universität von Havanna und schloss dieses Studium mit der Promotion ab. Anschließend betraute man ihn mit einem Lehrauftrag an der pädagogischen Hochschule von Santa Clara. Später wechselte er als Dozent an eine ähnliche Institution in Havanna.
Bereits 1930 konnte er mit seiner Lyrik-Anthologie „Júbilo y fuga“ debütieren. Seit dieser Zeit war Ballagas auch freier Mitarbeiter der Zeitschrift Revista Cubana. Zwischen 1920 und 1930 unternahm er auch zwei Studienreisen nach und durch Europa und die USA.

## Rezeption
Mit seinem Erstlingswerk zeigte sich Ballagas bereits als Vertreter der Poesía pura. Diese entstand als Weiterentwicklung des Creacionismo von Vicente Huidobro und fand in Mariano Brull ihren Höhepunkt auf Kuba.
Ballagas' literarisches Schaffen spannt einen Bogen von afro-kubanischen Rhythmen bis hin zu neo-romantischen Elegien und endet bei Anklängen religiöser Thematik in seinen späten Werken. Sein frühes lyrisches Œuvre war noch eher frei geformt; mit der Zeit entdeckt er für sich immer mehr die Möglichkeiten der Formensprache von Dezime, Lira und Sonett.

## Ehrungen
- 1951 – Prémio Nacional für Cielo en rehenes

## Werke (Auswahl)
Einzelausgaben
- Cielo en rehenes. 1955.
- Cuaderno de poesía negrea. 1934.
- Nuestro señora del mar. 1943.
- Prosa. ELC, Havanna 2008, ISBN 978-959-101479-5.
- Sabor eterno. 1939.

Werkausgaben
- Obra poética. Villaverde, Havanna 1955.
- Rosario Antuña (Hrsg.): Órbita de Emilio Ballagas. Uneac, Havanna 1965.